# Courbe du diable
Pour les articles homonymes, voir Diable.

Courbe du diable avec les paramètres a = /10 et b = 3a. Le lemniscate au centre ressemble à la partie mobile du diabolo.

La courbe du diable s'écrit algébriquement sous la forme générale {\displaystyle x^{4}-y^{4}-(a^{2}+b^{2})x^{2}-(a^{2}-b^{2})y^{2}=0}. Elle est ainsi nommée parce qu'elle ressemble visuellement à la partie mobile d'un jouet de jonglerie, le diabolo. Elle a notamment été étudiée en 1750 par Cramer.

## Histoire
La courbe du diable a été découverte en 1750 par Gabriel Cramer, qui l'a par la suite étudiée extensivement.
Elle a été étudiée en 1810 par Lacroix.[réf. nécessaire]

## Description

Courbe du diable avec a allant de 0 à 1 et b = 1 (la couleur de la courbe allant du bleu au rouge).

Son nom est à la fois une allusion à la forme que prend la courbe fermée au centre, un lemniscate, forme que prend l'une des parties du diabolo utilisé en jonglerie et formé d'une corde retenue par deux poignées et une pièce qui est lancée dans les airs,.
Lorsque {\displaystyle |b|<|a|}, le lemniscate central, aussi appelé le sablier, est horizontal. Lorsque {\displaystyle |b|>|a|}, il est vertical. Si {\displaystyle |b|=|a|}, alors la forme est un cercle.
Le sablier vertical intercepte l'axe vertical à {\displaystyle y\in \{b,-b,0\}}. Le sablier horizontal intercepte l'axe horizontal à {\displaystyle x\in \{a,-a,0\}}.

## Équations
- Équation polaire : {\displaystyle r^{2}=b^{2}+{\frac {a^{2}}{\cos 2\theta }}}.

- Autre équation polaire : {\displaystyle r={\sqrt {\frac {b^{2}\sin ^{2}\theta -a^{2}\cos ^{2}\theta }{\sin ^{2}\theta -\cos ^{2}\theta }}}={\sqrt {\frac {b^{2}-a^{2}\cot ^{2}\theta }{1-cot^{2}\theta }}}}.

- Équation cartésienne : {\displaystyle x^{4}-y^{4}-(a^{2}+b^{2})x^{2}-(a^{2}-b^{2})y^{2}=0}.

- Autre forme cartésienne : {\displaystyle y^{2}(y^{2}-a^{2})=x^{2}(x^{2}-b^{2})}[4].

- Elle peut aussi {\displaystyle y^{4}-x^{4}+ay^{2}+bx^{2}=0}[5]

- Un cas spécial de la courbe apparaît lorsque {\displaystyle {\frac {a^{2}}{b^{2}}}={\frac {25}{24}}} : elle est alors appelée la « courbe du moteur électrique (electric motor curve)[6]. Elle s'écrit :

{\displaystyle y^{2}(y^{2}-96)=x^{2}(x^{2}-100)}.
La courbe ressemble en effet au bobinage d'un moteur électrique rotatif.